# Єршов Микола Пилипович
Мико́ла Пили́пович Єршо́в (рос. Николай Филиппович Ершов; 1 січня 1952) — російський воєначальник, генерал-лейтенант, начальник Головного автобронетанкового управління Міністерства оборони РФ (листопад 2007 — липень 2009).

## Життєпис
Народився в селі Атірка Тарського району Омської області.
У 1973 році закінчив Омське вище танкотехнічне училище. Військову службу проходив на посадах заступника командира танкової роти з технічної частини, начальника бронетанкової служби технічної частини танкового полку.
У 1980 році закінчив Військову академію бронетанкових військ і був призначений на посаду заступника командира з озброєння — начальника технічної частини танкового полку мотострілецької дивізії, згодом обіймав низку посад дивізійного і корпусного рівня.
У 1991—1993 роках — слухач Військової академії Генерального штабу Збройних сил РФ.
З 1993 по 2007 роки проходив військову службу на посадах заступника командувача армії з озброєння — начальника озброєння армії, заступника командувача військами Приволзько-Уральського військового округу з озброєння.
З листопада 2007 по липень 2009 року — начальник Головного автобронетанкового управління Міністерства оборони РФ (ГАБТУ МО РФ).
У 2009 році звільнений за вислугою років.

## Родина
Син Миколи Єршова — Єршов Владислав Миколайович (1975 р.н.), також генерал-лейтенант.